# 1000-km-Rennen von Paris 1969

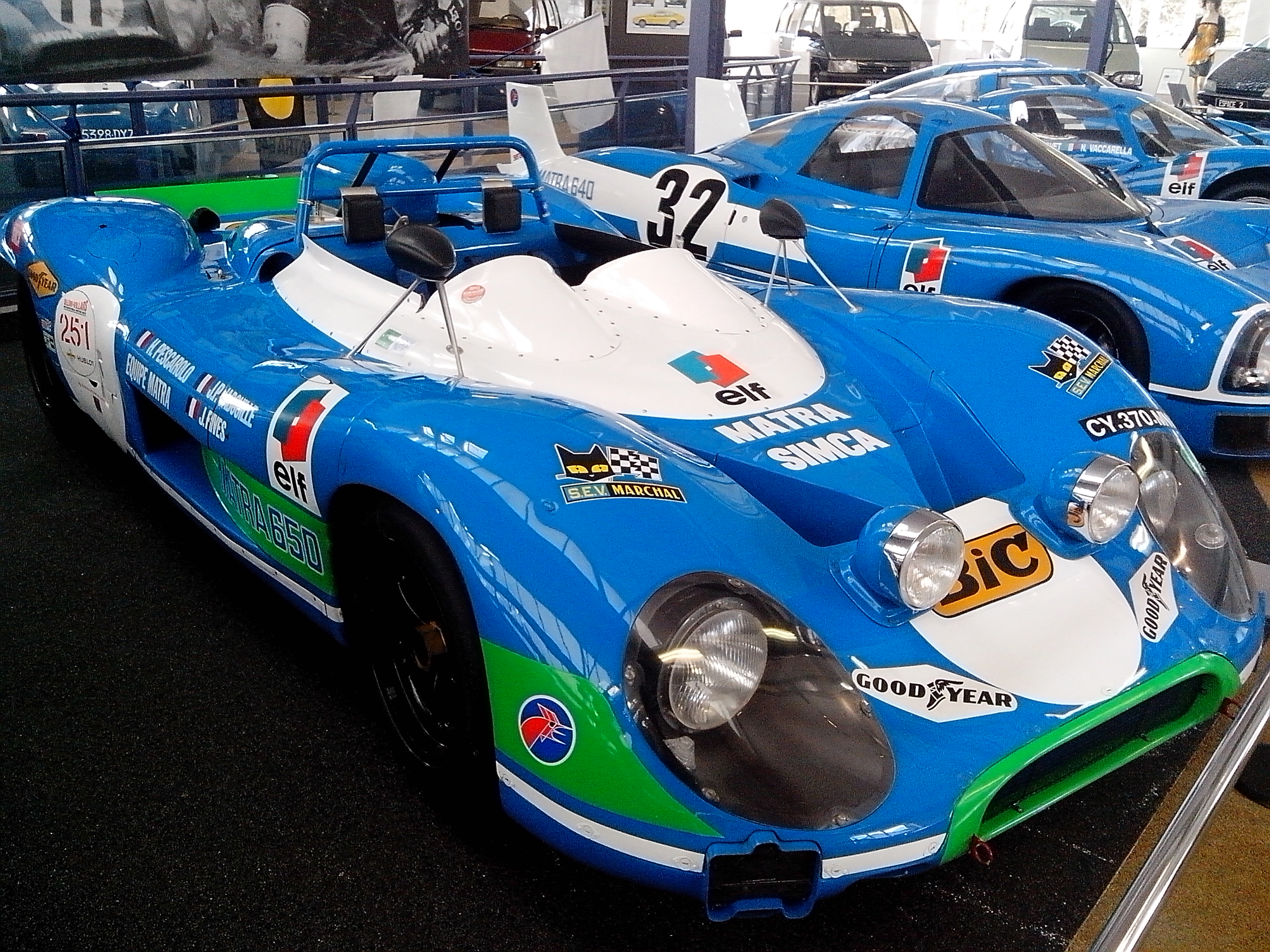
Matra MS650

Das neunte  1000-km-Rennen von Paris, auch 1000 km de Paris (Course International de Vitesse D'Endurance), Linas-Montlhéry, fand am 12. Oktober 1969 auf dem Autodrome de Linas-Montlhéry statt. Das Rennen war der neunte Wertungslauf der Französischen Rundstrecken-Meisterschaft dieses Jahres.

## Das Rennen
1969 zählte das 1000-km-Rennen von Paris wieder zu einer Rennserie. Die Französische Rundstrecken-Meisterschaft war ein Championat das aus internationalen und nationalen Sportwagenrennen bestand. Neben dem 12-Stunden-Rennen von Sebring und den 1000-km-Rennen von Monza und Zeltweg, zählten mit dem Coupes de Vitesse und der Coupe du Salon noch zwei weitere Veranstaltungen die in Montlhéry stattfinden, neben anderen Rennen zur Serie.
Nach dem Erfolg von Louis Rosier, der 1956 einen Maserati 300S privat gemeldet hatte, gab es zum zweiten Mal einen Gesamtsieg für ein französisches Team. Jean-Pierre Beltoise und Henri Pescarolo siegten auf einem Werks-Matra MS650. Wegen anhaltenden Nebels rund um die Rennstrecke musste der Rennstart erst um mehrere Stunden verschoben, und wegen der späten Startfreigabe auf die halbe Distanz verkürzt werden.

## Ergebnisse

### Schlussklassement
| 1               | P  | 8  | Equipe Matra Elf     | Jean-Pierre Beltoise Henri Pescarolo            | Matra MS650       | 75 |
| 2               | P  | 9  | Equipe Matra Elf     | Pedro Rodríguez Brian Redman                    | Matra MS630/650   | 75 |
| 3               | P  | 10 |                      | David Piper Chris Craft                         | Porsche 908/02    | 75 |
| 4               | P  | 16 | Racing Team Holland  | Gijs van Lennep Toine Hezemans                  | Porsche 908/02    | 74 |
| 5               | S  | 4  | Ford France          | Michel Martin Jean-François Piot                | Ford GT40         | 69 |
| 6               | S  | 3  | Willie Green         | Willie Green Clive Baker                        | Ford GT40         | 69 |
| 7               | S  | 20 |                      | Hans-Dieter Blatzheim Ferfried von Hohenzollern | Porsche 910       | 68 |
| 8               | S  | 18 | Scuderia Filipinetti | Joakim Bonnier Herbert Müller                   | Lola T70 Mk.3B GT | 68 |
| 9               | S  | 7  | E.S.C.A. Zitro       | Dominique Martin Pierre Maublanc                | Ford GT40         | 66 |
| 10              | S  | 1  | David Piper          | Richard Attwood Mike Parkes                     | Lola T70 Mk.3B GT | 65 |
| 11              | S  | 21 |                      | André Wicky Sylvain Garant                      | Porsche 910       |    |
| 12              | P  | 12 | Sport Cars Broström  | Masten Gregory Richard Broström                 | Porsche 908/02    |    |
| 13              | GT | 27 |                      | Claude Ballot-Léna Guy Chasseuil                | Porsche 911T      |    |
| 14              | P  | 34 |                      | Maurizio Zanetti Ugo Locatelli                  | Abarth 1000SP     |    |
| 15              | GT | 28 |                      | Pierre Mauroy Raymond Touroul                   | Porsche 911T      |    |
| 16              | GT | 36 |                      | Jean-Claude Lagniez Jean-Claude Parot           | Porsche 911S      |    |
| 17              | P  | 33 | Welter Racing        | Xavier Mathiot Michel Meunier                   | WM P68            |    |
| Ausgefallen     |    |    |                      |                                                 |                   |    |
| 18              | S  | 6  | Escuderia Montjuich  | José Juncadella Gordon Spice                    | Ford GT40         |    |
| 19              | P  | 11 | Racing Team AAW      | Hans Laine Gérard Larrousse                     | Porsche 908/02    |    |
| 20              | S  | 19 |                      | Jean-Pierre Hanrioud Jean Sage                  | Ferrari 275 GTB   |    |
| 21              | S  | 22 |                      | John Hine Ian Skailes                           | Chevron B8        |    |
| 22              | P  | 23 | Red Rose Motor       | John Bridges John Lepp                          | Chevron B16       |    |
| 23              | S  | 24 |                      | Roger Enever Peter Brown                        | Chevron B8        |    |
| 24              | S  | 25 |                      | Guy Edwards Mike Franey                         | Chevron B8        |    |
| 25              | P  | 26 | Nomad                | Mark Konig Tony Lanfranchi                      | Nomad Mk.2        |    |
| 26              | GT | 29 |                      | Paul Vestey Peter Sadler                        | Porsche 911S      |    |
| 27              | GT | 30 |                      | Edgar Berney Jacques Rey                        | Porsche 911T      |    |
| 28              | GT | 31 |                      | Jacques Dechaumel Philippe Farjon               | Porsche 911S      |    |
| 29              | GT | 37 |                      | Willy Meier Bernard Chenevière                  | Porsche 911S      |    |
| 30              | S  | 38 |                      | Carlos Fabre Tim Stock                          | Chevron B8        |    |
| 31              | GT | 35 |                      | Claude Haldi Jean-Jacques Cochet                | Porsche 911T      |    |
| Nicht gestartet |    |    |                      |                                                 |                   |    |
| 32              | S  | 2  | Racing Team VDS      | Teddy Pilette Gustave Gosselin                  | Lola T70 Mk.3B GT | 1  |
| 33              | S  | 5  | Willie Koenig        | Jean-Pierre Rouget Hervé Bayard                 | Ford GT40         | 2  |
| 34              | P  | 15 |                      | Hans-Dieter Dechent Gerhard Koch                | Porsche 908/02    | 3  |
| 35              | P  |    | Equipe Matra Elf     | Henri Pescarolo                                 | Matra MS630/650   | 4  |

1 defektes Benzinsystem im Training
2 nicht gestartet
3 nicht gestartet
4 Trainingswagen

### Nur in der Meldeliste
Hier finden sich Teams, Fahrer und Fahrzeuge die ursprünglich für das Rennen gemeldet waren, aber aus den unterschiedlichsten Gründen daran nicht teilnahmen.
| Pos. | Klasse | Nr. | Team | Fahrer                               | Chassis        |
| ---- | ------ | --- | ---- | ------------------------------------ | -------------- |
| 36   | P      | 14  |      | Francisco Godia-Sales Juan Fernández | Porsche 908/02 |
| 37   | P      | 32  |      | Jeremy Richardson René Ligonnet      | Ginetta        |

### Klassensieger
| Klasse | Fahrer               | Fahrer             | Fahrzeug     | Platzierung im Gesamtklassement |
| ------ | -------------------- | ------------------ | ------------ | ------------------------------- |
| P      | Jean-Pierre Beltoise | Henri Pescarolo    | Matra MS650  | Gesamtsieg                      |
| S      | Michel Martin        | Jean-François Piot | Ford GT40    | Rang 5                          |
| GT     | Claude Ballot-Léna   | Guy Chasseuil      | Porsche 911T | Rang 13                         |

### Renndaten
- Gemeldet: 37
- Gestartet: 31
- Gewertet: 17
- Rennklassen: 3
- Zuschauer: unbekannt
- Wetter am Renntag: unbekannt
- Streckenlänge: 7,820 km
- Fahrzeit des Siegerteams: 3:27:23,000 Stunden
- Gesamtrunden des Siegerteams: 75
- Gesamtdistanz des Siegerteams: 586,500 km
- Siegerschnitt: 167,900 km/h
- Pole Position: Gijs van Lennep – Porsche 908/02 (#16) – 2:41,300
- Schnellste Rennrunde: Jean-Pierre Beltoise – Matra MS650 (#8) – 2:40,100 - 175,862 km/h
- Rennserie: 9. Lauf der Französischen Rundstrecken-Meisterschaft 1969